# Notholm (vid Ytterstholm, Nagu)
Notholm är en ö nära Kirjais i Nagu,  Finland. Den ligger i Skärgårdshavet i Pargas stad i den ekonomiska regionen  Åboland i landskapet Egentliga Finland, i den sydvästra delen av landet. Ön ligger omkring 2 kilometer väster om Kirjais, 9 kilometer söder om Nagu kyrka, 42 kilometer söder om Åbo och omkring 170 kilometer väster om Helsingfors. Närmaste allmänna förbindelse är förbindelsebryggan vid Ytterstholm som trafikeras av M/S Cheri.
Öns area är 3,2 hektar och dess största längd är 360 meter i sydöst-nordvästlig riktning.